# Nannay
Nannay é uma comuna francesa na região administrativa de Borgonha-Franco-Condado, no departamento de Nièvre. Estende-se por uma área de 11,44 km². Em 2010 a comuna tinha 119 habitantes (densidade: 10,4 hab./km²).